# Ernest Everett Just
Ernest Everett Just (Charleston, 14 agosto 1883 – Washington, 27 ottobre 1941) è stato un biologo statunitense.
Ernest Everett Just, è stato un grande biologo afro-americano, pioniere nel suo campo di ricerca, accademico e scrittore di scienza. Il suo principale contributo è il riconoscimento del ruolo fondamentale della superficie cellulare nello sviluppo degli organismi. Con il suo lavoro, nell'ambito della biologia marina, citologia e partenogenesi, ha sostenuto l'importanza dello studio delle cellule intere nel loro ambiente naturale (l'acqua di mare), anziché quello delle singole parti cellulari isolate in laboratorio. Inoltre, Just ha anche lasciato un'impronta profonda all'interno della comunità afro-americana per la sua capacità di conseguire un elevato livello di istruzione, nonostante gli ostacoli razziali che dovette fronteggiare nel corso della sua carriera scientifica.

## Fase iniziale della vita
Just nacque il 14 agosto del 1883 nella Carolina del Sud da Charles Frazier Just Jr. e Mary Matthews Just. Il padre di Just e suo nonno, Charles Sr. lavoravano alla costruzione di attrezzature portuali. Suo padre ed il nonno morirono quando Ernest aveva quattro anni (il padre morì di alcolismo) e la madre divenne per Just, per il fratello e la sorella minore, l'unico sostegno. Per sostenere la famiglia, Mary Matthews Just insegnò in una scuola afro-americana a Charleston lavorando durante l'estate nelle miniere di fosfati di James Island. Notando che c'era molta terra libera presso l'isola, Mary convinse diverse famiglie nere a trasferirsi lì per coltivarla. Alla città che fondarono, ora incorporata nella zona di West Ashley di Charleston, fu dato in suo onore il nome di Maryville.
Da giovane Just fu per sei settimane seriamente malato di tifo. Passata la febbre ebbe notevoli difficoltà a riprendersi, e la sua memoria fu fortemente compromessa. In precedenza aveva imparato a leggere e scrivere con grande abilità nonostante la sua giovane età, ed ora doveva ricominciare tutto da capo. Sua madre era stata ben disposta a fargli da insegnante ma dopo un po' si era arresa. Poi un giorno Ernest riuscì, e gli parve un miracolo, di leggere da solo un'intera pagina, ma per un mese decise di non svelare il suo segreto alla madre, perché era rimasto ferito dalle sue irragionevoli aspettative.
All'età di tredici anni, sua madre, sperando che il figlio diventasse un insegnante, lo iscrisse al collegio di Orangeburg nella Carolina del Sud, collegio, che era frequentato solo da studenti di colore. Ritenendo però che le scuole per i neri nel Sud fossero di livello inferiore, Just e sua madre decisero che per lui sarebbe stato preferibile trasferirsi al Nord. A sedici anni, Just si iscrisse ad una scuola di preparazione all'Università nel New Hamshire, la Kimball Union Academy di Meriden. Durante il secondo anno a Kimball, Just decise di tornare a casa per una visita a sua madre, ma scoprì che era stata sepolta solo un'ora prima del suo arrivo. Nonostante il trauma, Just riuscì a completare il programma quadriennale in soli tre anni ed a conseguire il diploma nel 1903 con il massimo dei voti all'interno della sua classe. Continuò poi laureandosi con lode al Dartmouth College di Hanover, nel New Hampshire.
Just ottenne uno speciale riconoscimento in zoologia, e si distinse anche in botanica, storia e sociologia. Fu anche premiato come uno studioso Rufus Choate per due anni, e fu eletto nella confraternita Phi Beta Kappa. Fu candidato a pronunciare il discorso di apertura alla cerimonia annuale per il conferimento delle lauree ma alla fine non fu scelto perché la Facoltà “decise che sarebbe stato imbarazzante consentire all'unico nero tra gli studenti dell'ultimo anno di rivolgersi alla folla di genitori, alunni, e benefattori. La cosa avrebbe dato troppo rilievo al fatto che Just avesse vinto ogni possibile premio".

## Fondazione di Omega Psi Phi
Il 17 novembre 1911, Ernest aiutò tre studenti della Howard University (Edgar Amos Amore, Oscar James Cooper, e Frank Coleman), a fondare l'Omega Psi Phi Fraternity, Inc. Love, Cooper, e Coleman si erano rivolti a Just per istituire nel campus una confraternita di colore. Inizialmente i docenti e l'amministrazione di Howard si opposero all'idea temendo che questo avrebbe potuto costituire una minaccia politica all'amministrazione bianca di Howard. Nonostante i dubbi iniziali dell'amministrazione, Just lavorò per mediare la controversia. La confraternita Omega Psi Phi, Alpha Chapter, fu costituita il 15 dicembre 1911.

## Carriera scientifica
Dopo la laurea a Dartmouth, Just affrontò gli stessi problemi di tutti i laureati neri del suo tempo: non importava quanto fossero brillanti o quanto alti fossero i loro voti, era quasi impossibile per i neri diventare docenti di scuole o università di bianchi. Decise pertanto di scegliere quella che sembrava la migliore opzione disponibile ed ottenne un posto di insegnante presso la storicamente “nera” University Howard di Washington, DC.
Nel 1910, fu nominato Direttore del Dipartimento di Biologia costituito poco tempo prima da P. Wilbur Thirkield. Cominciò il lavoro all'Università Howard insegnando Retorica e Inglese nel 1907, che erano però campi estranei al suo settore di competenza. Continuò nel 1909 insegnando Inglese, e Biologia e, più tardi ancora, Zoologia. Nel 1912, divenne capo del Dipartimento di Zoologia, una posizione che occupò fino alla sua morte nel 1941. Non molto tempo dopo la sua nomina a Howard, Just fu presentato al Dr. Frank R. Lillie, che era il coordinatore del Dipartimento di Biologia presso l'Università di Chicago. Lillie, che era anche il direttore del Marine Biological Laboratory (MBL) a Woods Hole, Massachusetts, invitò Just a trascorrere l'estate del 1909 come suo assistente di ricerca presso l'MBL. Nei successivi 20 anni Just trascorse ogni estate eccetto uno presso l'MBL. Il 12 giugno 1912, Ernest sposò Ethel Highwarden, che insegnava Tedesco alla Howard University e da lei ebbe tre figli: Margaret, Highwarden, e Maribel.
Nelle quasi venti estati trascorse a Woods Hole Just imparò a maneggiare il materiale con abilità e competenza, e col tempo divenne molto richiesto da coloro che cercavano consigli ed assistenza nel campo della biologia.
Nel 1915, ottenne una licenza da Howard per iscriversi ad un programma avanzato presso l'Università di Chicago. In quello stesso anno, il 12 febbraio 1915, Just, che si stava guadagnando fama nazionale come giovane scienziato di capacità eccezionali, fu premiato con l'assegnazione della Medaglia Spingarn del NAACP per i suoi riconoscimenti scientifici e per "il servizio reso soprattutto alla sua razza". Aveva iniziato la sua formazione Universitaria presso l'MBL nel 1909 con un corso sugli invertebrati marini e nel 1910 in embriologia. Nel 1911-1912, in qualità di assistente di ricerca, aveva focalizzato i suoi esperimenti sulle uova di animali marini, sulla fecondazione e sulle abitudini di riproduzione del riccio di mare della specie Arbacia. I suoi incarichi a Howard ritardarono il completamento della sua tesi di dottorato presso l'Università di Chicago fino al 1916. Nel giugno del 1916 Just ottenne il dottorato di ricerca dell'Università di Chicago in embriologia sperimentale, con una tesi sui meccanismi della fecondazione, diventando uno dei pochi neri a conseguire una laurea in un'importante università. Nel 1916, al tempo del conseguimento del dottorato di ricerca era già coautore di una pubblicazione con il Dr. Lillie.
Nonostante ciò, Just divenne sempre più frustrato perché non riuscì ad ottenere una posizione in una delle importanti università americane. Desiderava una posizione che gli avrebbe procurato un reddito fisso e permesso di dedicare più tempo alla ricerca. La carriera scientifica di Just fu uno sforzo costante per ottenere l'opportunità per fare ricerca, che era il respiro della sua vita. Fu condannato per problemi razziali a rimanere per sempre legato a Howard, un'Istituzione che non poteva però garantire pieno sviluppo alle sue ambizioni. Lo stesso anno, condusse esperimenti nella prestigiosa Stazione Zoologica Anton Dohrn di Napoli e nel 1930 divenne il primo Americano ad essere invitato al Kaiser Wilhelm Institute di Berlino, in Germania, dove diversi premi Nobel conducevano le loro ricerche. Dal suo primo viaggio nel 1929, Just compì complessivamente nove visite in Europa per continuare le sue ricerche. I colleghi scienziati lo trattavano come una celebrità e lo incoraggiavano ad estendere la sua teoria sull'ectoplasma ad altre specie. Just fu felice di viaggiare in Europa, dove non si sentiva esposto alla discriminazione razziale così come negli Stati Uniti, e quando si imbatté in atteggiamenti razziali, questi provenivano da due americani. Nel 1933, quando i nazisti cominciarono a prendere il controllo del paese, Just smise di lavorare in Germania. Trasferì i suoi studi di base in Europa a Parigi.
Just ha scritto due libri, Basic Methods for Experiments on Eggs of Marine Mammals e The Biology of the Cell Surface, entrambi pubblicati nel 1939, ed ha anche pubblicato almeno 70 articoli scientifici su temi di citologia, fecondazione, e sviluppo embrionale primitivo.Ha scoperto il fenomeno ora noto come blocco rapido alla polispermia (fast block to polyspermy), ed ha chiarito importanti aspetti del blocco lento (sollevamento della membrana di fecondazione) scoperto da Fol alla fine del 1800; ha dimostrato che le proprietà adesive delle cellule dell'embrione (blastomeri) sono fenomeni squisitamente legati ai cambiamenti della superficie delle cellule durante lo sviluppo. Credeva fermamente che le condizioni sperimentali in laboratorio dovessero corrispondere a quelle naturali, ed in questo senso lo si può considerare un pioniere della biologia ecologica dello sviluppo. Il suo lavoro sulla partenogenesi sperimentale ha ispirato a Johannes Holtfreter il concetto di “autoinduzione” che ha a sua volta influenzato la moderna biologia evolutiva dello sviluppo. I suoi studi sul movimento dell'acqua dentro e fuori la cellula uovo hanno offerto importanti indicazioni sull'organizzazione delle strutture interne alla cellula, indicazioni che sono state confermate ed estese grazie all'impiego dei potenti moderni strumenti di indagine biofisica e computazionale. Sfortunatamente, il lavoro sperimentale di Just sull'importanza della superficie cellulare nello sviluppo embrionale è stato purtroppo in gran parte ignorato. Questo si è verificato persino con gli scienziati che lavoravano sulla superficie delle cellule, in particolar modo gli scienziati americani. È andata un po' meglio con gli scienziati europei.

## La morte
Allo scoppio della Seconda Guerra Mondiale, Ernest Everett Just lavorava alla Station Biologique di Roscoff, in Francia, su problemi di biologia generale che sarebbero stati raccolti in Unsolved Problems of General Biology. Anche se il governo Francese aveva chiesto agli stranieri di evacuare il paese, Just rimase a Roscoff per completare il suo lavoro. Nel 1940, la Germania invase la Francia e Just fu brevemente incarcerato in un campo per prigionieri di guerra. Fu però liberato dal Dipartimento di Stato degli Stati Uniti e tornò in patria nel Settembre del 1940. Purtroppo le sue condizioni fisiche - si era ammalato molti mesi prima del suo internamento - peggiorarono durante la prigionia ed il viaggio di ritorno negli Stati Uniti. Nell'autunno del 1941, gli fu diagnosticato un cancro al pancreas, e si spense poco dopo.

## L'eredità
Nel 1983 Just è stato il soggetto di una biografia: Black Apollo of Science: The Life of Ernest Everett Just ad opera di Kenneth R. Manning. Il libro ha ricevuto nel 1983 il Pfizer Award e nel 1984 è stato finalista per il Premio Pulitzer per la sezione biografia e autobiografia. Just è stato inserito nella serie di francobolli Black Heritage che ha avuto inizio nel 1978 per onorare i grandi successi degli afro-americani.
Il 1º febbraio 1996, la US Postal Service ha emesso il francobollo commemorativo in onore di Just.
A partire dal 2000, la Medical University of South Carolina ha ospitato il Simposio annuale Ernest Everett Just per incoraggiare gli studenti di colore ad intraprendere la carriera nel campo delle scienze biomediche e delle professioni mediche. Nel 2008, un simposio finanziato dalla National Science Foundation per onorare Just è stato organizzato nel campus della Howard University, della cui Facoltà Just aveva fatto parte dal 1907 sino alla sua morte nel 1941. Molti dei relatori al simposio hanno contribuito con una pubblicazione per un numero speciale della rivista scientifica Molecular Reproduction and Development che è stato pubblicato nel 2009. Dal 1994 l'American Society for Cell Biology attribuisce un premio in onore di Just. Due Istituzioni legate alla carriera di Just, l'University of Chicago, dove Just ha conseguito il dottorato di ricerca in zoologia nel 1916 ed il Dartmouth College, dove ottenne il diploma di laurea, hanno istituito premi o simposi in suo onore. Nel 2013, in onore di Just è stato organizzato un Simposio Internazionale presso la Stazione Zoologica Anton Dohrn di Napoli dove aveva condotto esperimenti a partire dal 1929.
Nel 2002, Molefi Kete Asante ha incluso Just nella lista dei 100 più grandi afro-americani nell'Enciclopedia Biografica.
Just asseriva che "la vita come evento consiste di una combinazione di sostanze chimiche con proprietà fisiche; ed è in questa combinazione, cioè nel loro comportamento ed attività, e solo in essa, che noi possiamo cercare la vita". Ha anche scritto che “ la vita è una un'armoniosa organizzazione di eventi, risultanti dalla comunione di strutture e reazioni” e che “ spesso noi (scienziati) cerchiamo di dimostrare che la vita è interamente meccanicistica, partendo dall'ipotesi che gli organismi siano macchine! La sostanza della vita è tale perché possiede questa organizzazione che è qualcosa di più della somma delle sue parti”. Sosteneva con forza che "l'ectoplasma" la regione esterna del citoplasma e non il nucleo costituisse il cuore della cellula. Era convinto che la superficie dell'uovo possedesse una “irritabilità indipendente” che fa sì che l'uovo (e le cellule) possano rispondere in maniera appropriata a differenti stimoli ambientali.